# Бейкер, Льюис
Льюис Ренард Бейкер (англ. Lewis Renard Baker; род. 25 апреля 1995[…], Лутон, Восточная Англия) — английский футболист, центральный полузащитник и капитан клуба «Сток Сити». Воспитанник Академии «Челси».

## Клубная карьера

### Челси
Льюис Бейкер родился в Лутоне. Начал заниматься футболом в академии «Лутон Таун». В 2005 году в возрасте 10 лет присоединился к юношеской Академии «Челси». В 2012 году помог своему клубу выиграть Молодёжный кубок Англии и подписал свой первый профессиональный контракт. В сезоне 2012/13 вместе с клубом дошёл до финалов Молодёжного кубка Англии и NextGen Series, в котором его признали лучшим игроком турнира. В сезоне 2013/14, выступая за молодёжную команду «Челси», Бейкер стал чемпионом Англии, забив в финале плей-офф на «Олд Траффорде» победный гол в ворота «Манчестер Юнайтед».
Дебютировал за «Челси» в официальной игре 5 января 2014 года в матче Третьего раунда Кубка Англии против «Дерби Каунти» (2:0), заменив Оскара на 87-й минуте.. В конце сезона Льюис был назван лучшим молодым игроком «Челси», а его гол в ворота молодёжной команды «Арсенала» был признан лучшим в клубе. 29 августа 2014 года, Бейкер подписал новый пятилетний контракт и был заявлен на сезон 2014/15 за основную команду.

### Шеффилд Уэнсдей (аренда)
8 января 2015 года Бейкер перешёл в клуб «Шеффилд Уэнсдей», выступающий в Чемпионате Футбольной лиги, на правах аренды до конца сезона. Уже 11 января он дебютировал за «Шеффилд Уэнсдей», выйдя на замену в матче против «Ноттингем Форест» (2:0). 10 февраля Бейкер был отозван из аренды, проведя всего 4 матча.

### Милтон Кинс Донс (аренда)
25 февраля перешёл в клуб «Милтон-Кинс Донс», выступающий в Первой Футбольной лиги, на правах аренды до конца сезона. 28 февраля дебютировал за «Донс», выйдя в основном составе против «Ковентри Сити» (1:2). 3 марта Льюис забил первый гол за новый клуб в матче против «Честерфилда» (1:2). 21 марта он забил свой второй гол за клуб во время домашней победы над «Ноттс Каунти» со счетом 4:1, сохранив шансы клуба на автоматическое повышение в классе. Менеджер «МК Донс» Карл Робинсон похвалил Бейкера и заявил, что он «один из самых трудолюбивых игроков, с которыми он когда-либо работал». 14 апреля 2015 года в матче против «Флитвуд Таун» в первом тайме Бейкер попал в перекладину, но во втором тайме он открыл счёт своей команды, а «МК Донс» выиграл со счетом 3:0. Его форма, когда он играл вместе с Деле Алли в полузащите, помогла «МК Донс» выйти из Первой лиги, заняв второе место в сезоне 2014/15.

### Витесс (аренда)

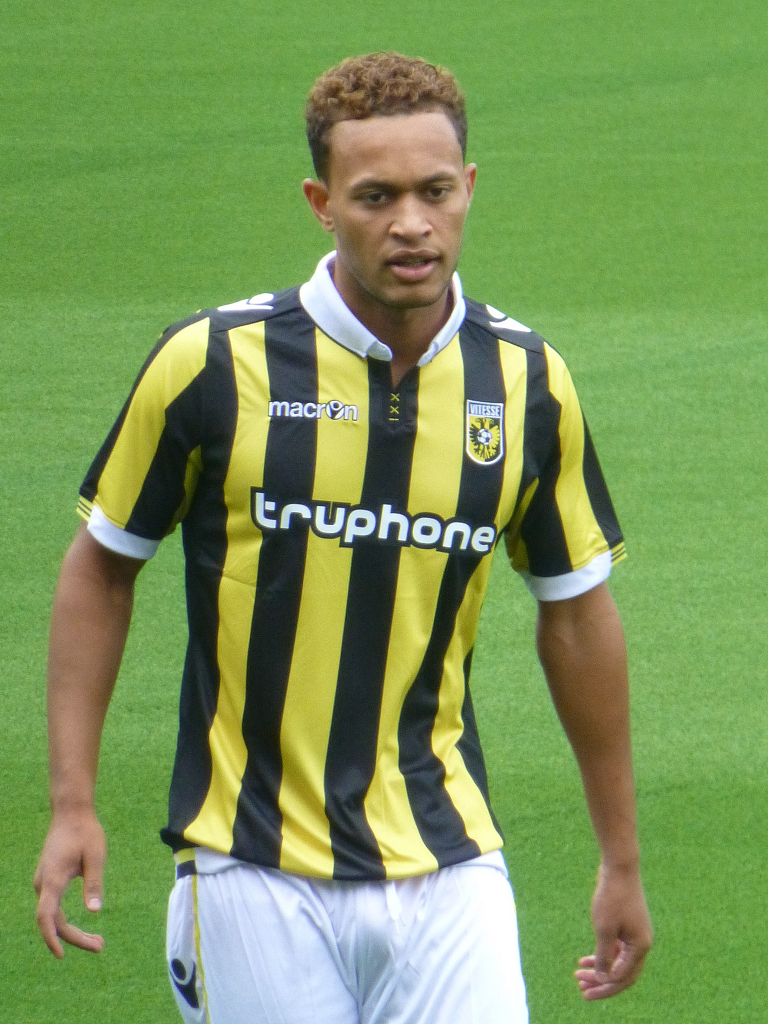
Baker with Vitesse in 2015

26 июня 2015 года Бейкер перешёл в клуб «Витесс», выступающий в Эредивизи, на правах аренды сроком на один сезон. 30 июля дебютировал за «Витесс», выйдя в основном составе на первый матч 3-го квалификационного раунда Лиги Европы УЕФА против «Саутгемптона» (0:3). 9 августа дебютировал в Эредивизи, выйдя в основном составе на матч 1-го тура против «Виллем II» (1:1), провел на поле весь матч. 14 августа, забил первый гол за «Витесс» с пенальти на 45-й минуте в матче против «Роды» (3:0). 30 августа он открыл счет в победном матче против «Камбюра» (4:1), но еще один его гол был отменен. 18 октября он снова открыл счет в матче против «ПЕК Зволле», а его команда обыграла соперника 5:1. 21 февраля 2016 года он забил в конце матча против «Де Графсхапа», спас «Витесс» от поражения в принципиальном матче. По итогам сезона этот гол был признан лучшим голом сезона в голландском клубе. 3 апреля он установил рекорд сезона, создав девять голевых моментов в одной игре, он также забил великолепный удар со штрафного с 27 ярдов, но его результативности было недостаточно, чтобы спасти «Витесс» от поражения со счетом 2:1 от «НЕКа».
24 июня 2016 года аренда Бейкера в «Витессе» была продлена на сезон 2016/17. Бейкер сыграл в первом матче сезона против «Виллема II», который завершился победой со счетом 4:1. 20 августа 2016 года Бейкер забил свой первый гол в сезоне в победном матче против «Рода» (1:0). 14 декабря 2016 года Бейкер забил свой 10-й гол в сезоне в матче Кубка Нидерландов против команды пятого уровня «Джодан Бойз». Игра завершилась победой «Витесса» со счетом 4:0. На 52-й минуте Бейкер реализовал пенальти. 28 декабря 2016 года The Guardian назвала Бейкера одной из 10 восходящих звезд, за которыми стоит наблюдать в 2017 году. 15 января 2017 года Бейкер был удален спорным решением судей в победном матче «Витесса» со счетом 3:1 над «Твенте», в котором он также забил первый гол своей команды. 1 марта 2017 года Бейкер оформил дубль в матче против роттердамской «Спарты» (2:1), что позволило «Витессу» впервые за двадцать семь лет выйти в финал Кубка Нидерландов.
30 апреля 2017 года он сыграл за «Витесс» в финале Кубка Нидерландов, а его команда со счётом 2:0 обыграла «АЗ Алкмар». Таким образом Бейкер помог своему клубу стать обладателем кубка и занять 3-е место в чемпионате впервые за свою 125-летнюю историю.

### Мидлсбро (аренда)
11 августа 2017 года на правах сезонной аренды перешёл в клуб Чемпионшипа «Мидлсбро». Дебютировал 12 августа, выйдя на замену в домашнем поединке против «Шеффилд Юнайтед» (1:0). 22 августа забил первый гол за «Мидлсбро» в матче Кубка Лиги против «Сканторп Юнайтед» (3:0). 16 сентября 2017 года он забил свой первый гол в Чемпионшипе за «Мидлсбро», одержав победу над «Куинз Парк Рейнджерс» со счетом 3:2. Под руководством тогдашнего менеджера Гарри Монка Бейкер являлся игроком основного состава, проведя 12 матчей во всех турнирах к концу октября, после увольнения Монка, Бейкер сыграл только дважды под руководством нового менеджера Тони Пулиса, а до конца сезона он провел в общей сложности 14 матчей во всех турнирах.

### Лидс Юнайтед (аренда)
30 июня 2018 года на сезон был отдан в аренду в «Лидс Юнайтед». Вместе с Бейкером в клуб пришёл и новый главный тренер Марсело Бьелса. Игрок дебютировал за «Лидс» в первом матче сезона 5 августа 2018 года, выйдя на замену в игре против «Сток Сити» на «Элланд Роуд», которая завершилась победой «павлинов» со счетом 3:1. 14 августа Бейкер дебютировал за «Лидс» в стартовом составе в матче Кубка Английской Футбольной лиги против «Болтон Уондерерс». После всех своих предыдущих матчей в Чемпионшипе, в которых он выходил на замену, 27 ноября 2018 года Бейкер впервые вышел в основе в рамках лиги, одержав победу со счетом 1:0 над «Редингом». После 14 матчей за «Лидс» в первой половине сезона он был отозван «Челси».

### Рединг (аренда)
9 января 2019 года до конца сезона был отдан в аренду в клуб «Рединг». Бейкер более регулярно выступал за «Роялс», проведя 19 матчей и забив один гол в ворота «Халл Сити».

### Фортуна (аренда)
24 июля 2019 года на сезон был отдан в аренду с правом выкупа в «Фортуну» из Дюссельдорфа. Его аренда в дюссельдорфской «Фортуне» была аннулирована в январе 2020 года, после того как он провел всего девять матчей.

### Трабзонспор (аренда)
18 сентября 2020 года на сезон был отдан в аренду в турецкий «Трабзонспор». На следующий день Бейкер дебютировал за клуб, выйдя в стартовом составе в игре против «Денизлиспора». Бейкер был постоянным игроком «Трабзонспора», сыграл 36 матчей и помог команде обыграть «Истанбул Башакшехир» в матче за Суперкубок Турции 2020 года.

### Возвращение в Челси
После неудачной попытки перейти из «Челси» в любой другой клуб в летнее трансферное окно 2021 года, Бейкер сыграл за «Челси до 23 лет» в розыгрыше Трофея футбольной лиги. 8 января 2022 года Бейкер провел свой второй матч за «Челси», первый с 2014 года, выйдя на замену в матче Кубка Англии против «Честерфилда», где пенсионеры разгромили соперника со счетом 5:1.

### Сток Сити
15 января 2022 года подписал контракт на 2.5 года с клубом «Сток Сити». На следующий день дебютировал, выйдя на замену в матче против «Халл Сити». Он забил свой первый гол за «Сток Сити» 22 января 2022 года в победном матче против «Фулхэма» (3:2). Бейкер плодотворно начал свою карьеру в «Сток Сити», забив восемь голов в 21 матче во второй половине сезона 2021/22. В июне 2022 года Бейкер подписал новый трехлетний контракт с клубом. Бейкер был назначен капитаном клуба на сезон 2022/23.  Начав сезон в качестве ключевого игрока команды, во второй половине сезона Бейкер впал в немилость у нового главного тренера Алекса Нила и использовался в основном как запасной игрок. Бейкер завершил сезон, забив восемь мячей в 47 матчах, из которых в 16 вышел на замену.

### Блэкберн Роверс (аренда)
29 августа 2024 года Бейкер присоединился к «Блэкберн Роверс» на правах аренды на сезон 2024/25.

## Международная карьера
Выступал за сборные Англии до 17 и до 19 лет. В августе 2014 года, Бейкер был вызван в сборную до 20 лет и назначен капитаном команды на предстоящий сезон. 5 сентября 2014 года дебютировал против сборной Румынии (6:0), отметившись голом на 78-й минуте. В октябре 2014 года он впервые был вызван в сборную Англии до 21 года на двухматчевый матч плей-офф чемпионата Европы 2015 года среди юношей до 21 года против Хорватии.
В 2016 году Бейкер был в составе сборной Англии на турнире в Тулоне и забил первый гол в финальной игре против Франции, одержав победу со счетом 2:1. Его четыре гола на протяжении всего турнира также принесли ему награду «Золотая бутса».

## Личная жизнь
Отец Бейкера, Одли, является шестикратным чемпионом мира по пауэрлифтингу и был первым пауэрлифтером, выигравшим четыре титула чемпиона мира подряд.

## Статистика выступлений
| Клуб                           | Сезон      | Лига         | Лига  | Лига | Кубок | Кубок | Кубок лиги | Кубок лиги | Европа | Европа | Другое | Другое | Итог  | Итог |
| Клуб                           | Сезон      | Дивизион     | Матчи | Голы | Матчи | Голы  | Матчи      | Голы       | Матчи  | Голы   | Матчи  | Голы   | Матчи | Голы |
| ------------------------------ | ---------- | ------------ | ----- | ---- | ----- | ----- | ---------- | ---------- | ------ | ------ | ------ | ------ | ----- | ---- |
| Челси                          | 2013/14    | Премьер-лига | 0     | 0    | 1     | 0     | 0          | 0          | 0      | 0      | 0      | 0      | 1     | 0    |
| Челси                          | 2014/15    | Премьер-лига | 0     | 0    | 0     | 0     | 0          | 0          | 0      | 0      | 0      | 0      | 0     | 0    |
| Челси                          | 2021/22    | Премьер-лига | 0     | 0    | 1     | 0     | 0          | 0          | 0      | 0      | 0      | 0      | 1     | 0    |
| Челси                          | Итог       | Итог         | 0     | 0    | 2     | 0     | 0          | 0          | 0      | 0      | 0      | 0      | 2     | 0    |
| Шеффилд Уэнсдей (аренда)       | 2014/15    | Чемпионшип   | 4     | 0    | 0     | 0     | 0          | 0          | —      | —      | —      | —      | 4     | 0    |
| Милтон-Кинс Донс (аренда)      | 2014/15    | Лига 1       | 12    | 3    | 0     | 0     | 0          | 0          | —      | —      | —      | —      | 12    | 3    |
| Витесс (аренда)                | 2015/16    | Эредивизи    | 31    | 5    | 1     | 0     | —          | —          | 2      | 0      | —      | —      | 34    | 5    |
| Витесс (аренда)                | 2016/17    | Эредивизи    | 33    | 10   | 6     | 5     | —          | —          | —      | —      | —      | —      | 39    | 15   |
| Витесс (аренда)                | Итог       | Итог         | 64    | 15   | 7     | 5     | —          | —          | 2      | 0      | —      | —      | 73    | 20   |
| Мидлсбро (аренда)              | 2017/18    | Чемпионшип   | 12    | 1    | 0     | 0     | 2          | 1          | —      | —      | —      | —      | 14    | 2    |
| Лидс Юнайтед (аренда)          | 2018/19    | Чемпионшип   | 11    | 0    | 1     | 0     | 2          | 0          | —      | —      | —      | —      | 14    | 0    |
| Рединг (аренда)                | 2018/19    | Чемпионшип   | 19    | 1    | 0     | 0     | 0          | 0          | —      | —      | —      | —      | 19    | 1    |
| Фортуна (Дюссельдорф) (аренда) | 2019/20    | Бундеслига   | 8     | 0    | 1     | 0     | —          | —          | —      | —      | —      | —      | 9     | 0    |
| Трабзонспор (аренда)           | 2020/21    | Суперлига    | 34    | 2    | 1     | 0     | —          | —          | —      | —      | 1      | 0      | 36    | 2    |
| Челси (до 23)                  | 2021/22    | —            | —     | —    | —     | —     | —          | —          | —      | —      | 4      | 1      | 4     | 1    |
| Сток Сити                      | 2021/22    | Чемпионшип   | 21    | 8    | 0     | 0     | 0          | 0          | —      | —      | —      | —      | 21    | 8    |
| Сток Сити                      | 2022/23    | Чемпионшип   | 44    | 7    | 3     | 1     | 1          | 0          | —      | —      | —      | —      | 48    | 8    |
| Сток Сити                      | 2023/24    | Чемпионшип   | 20    | 2    | 1     | 1     | 0          | 0          | —      | —      | —      | —      | 21    | 3    |
| Сток Сити                      | 2024/25    | Чемпионшип   | 1     | 1    | 0     | 0     | 1          | 0          | —      | —      | —      | —      | 2     | 1    |
| Итог                           | Итог       | Итог         | 86    | 18   | 4     | 2     | 2          | 0          | —      | —      | —      | —      | 92    | 20   |
| Блэкберн Роверс (аренда)       | 2024/25    | Чемпионшип   | 0     | 0    | 0     | 0     | 0          | 0          | —      | —      | —      | —      | 0     | 0    |
| Общий итог                     | Общий итог | Общий итог   | 250   | 40   | 16    | 7     | 6          | 1          | 2      | 0      | 5      | 1      | 279   | 49   |

1. ↑  Матчи в Лиге Европы
2. ↑  Матч в Суперкубке Турции
3. ↑  Матчи в Трофее Английской футбольной лиги

## Достижения
Командные
 «Челси»
- Чемпион молодёжной Премьер-лиги (1): 2013/14
- Обладатель Молодёжного кубка Англии (1): 2012
- Итого: 2 трофея

 «Витесс»
- Обладатель Кубка Нидерландов: 2016/17
- Итого: 1 трофей

 «Трабзонспор»
- Обладатель Суперкубка Турции: 2020
- Итого: 1 трофей

Личные
- Лучший футболист NextGen Series (1): 2012/13
- Лучший молодой игрок «Челси» (1): 2014
- Лучший гол сезона «Челси» (1): 2014